# Président de la Royal Society
Le président de la Royal Society (PRS) est élu à la tête de la Royal Society de Londres. Le poste est attribué a un membre de la communauté scientifique du Commonwealth britannique pour une période de cinq ans, et représente une des plus hautes distinctions pour un scientifique.

## Présidents de la Royal Society
1. 1662-1677 : William Brouncker
2. 1677-1680 : Joseph Williamson
3. 1680-1682 : Christopher Wren
4. 1682-1683 : John Hoskyns
5. 1683-1684 : Cyril Wyche
6. 1684-1686 : Samuel Pepys
7. 1686-1689 : John Vaughan
8. 1689-1690 : Thomas Herbert
9. 1690-1695 : Robert Southwell
10. 1695-1698 : Charles Montagu
11. 1698-1703 : John Somers
12. 1703-1727 : Isaac Newton
13. 1727-1741 : Hans Sloane
14. 1741-1752 : Martin Folkes
15. 1752-1764 : George Parker
16. 1764-1768 : James Douglas
17. 1768-1768 : James Burrow
18. 1768-1772 : James West
19. 1772-1778 : John Pringle
20. 1778-1820 : Joseph Banks
21. 1820-1820 : William Hyde Wollaston
22. 1820-1827 : Humphry Davy
23. 1827-1830 : Davies Gilbert
24. 1830-1838 : Auguste-Frédéric de Sussex
25. 1838-1848 : Spencer Compton
26. 1848-1854 : William Parsons
27. 1854-1858 : John Wrottesley
28. 1858-1861 : Benjamin Collins Brodie
29. 1861-1871 : Edward Sabine
30. 1871-1873 : George Biddell Airy
31. 1873-1878 : Joseph Dalton Hooker
32. 1878-1883 : William Spottiswoode
33. 1883-1885 : Thomas Henry Huxley
34. 1885-1890 : George Gabriel Stokes
35. 1890-1895 : William Thomson
36. 1895-1900 : Joseph Lister
37. 1900-1905 : William Huggins
38. 1905-1908 : John William Strutt Rayleigh
39. 1908-1913 : Archibald Geikie
40. 1913-1915 : William Crookes
41. 1915-1920 : Joseph John Thomson
42. 1920-1925 : Charles Scott Sherrington
43. 1925-1930 : Ernest Rutherford
44. 1930-1935 : Frederick Hopkins
45. 1935-1940 : William Henry Bragg
46. 1940-1945 : Henry Hallett Dale
47. 1945-1950 : Robert Robinson
48. 1950-1955 : Edgar Douglas Adrian
49. 1955-1960 : Cyril Norman Hinshelwood
50. 1960-1965 : Howard Florey
51. 1965-1970 : Patrick Blackett
52. 1970-1975 : Alan Hodgkin
53. 1975-1980 : Alexander R. Todd
54. 1980-1985 : Andrew Huxley
55. 1985-1990 : George Porter
56. 1990-1995 : Michael Atiyah
57. 1995-2000 : Aaron Klug
58. 2000-2005 : Robert May
59. 2005-2010 : Martin Rees
60. 2010-2015 : Paul Nurse
61. 2015-2020 : Venkatraman Ramakrishnan
62. 2020-     : Adrian Smith